# Juniperus pingii
Juniperus pingii (яловець Піна) — вид хвойних рослин родини кипарисових.

## Поширення, екологія
Країни проживання: Китай (Ганьсу, Хубей, Цинхай, Шеньсі, Сичуань, Тибет, Юньнань). Форма дерева зустрічається нижче лінії дерев в субальпійскім лісі чи рідколіссі, як правило, на галявинах ялиці або ялинових лісах, або в більш відкритих рідколіссі Pinus densata і Larix potaninii. Верхня межа висот становить близько 4500 м над рівнем моря; нижня межа є невизначеною.

## Морфологія
Низький кущ або невелике дерево. Однодомна рослина. Листки ростуть по 3, 3–5(7) × 1–1,5 мм, сизі, всі голчасті, увігнуті й зі слабкою зеленою серединною жилою зверху, верхівки загострені. Пилкові шишки яйцюваті або кулясті, 3–4 мм; мікроспорофілів 6–9, кільчасті, кожна з 2–3 пилковими мішками. Шишки чорні при дозріванні, блискучі, яйцюваті або майже кулясті, 7–9 мм, з 1 насіниною. Насіння яйцеподібне або майже кулясте, 5–7 мм, з видними ямами смоли, верхівки тупі.

## Використання
Нема інформації для цього виду про використання, однак, іноді трапляється в торгівлі садівництва в Європі.

## Загрози та охорона
Підвищений тиск від випасу, ймовірно, зробили негативний вплив на регенерацію в певних областях. Зростає у кількох охоронних територіях.